# Gnathoenia bialbata
Gnathoenia bialbata är en skalbaggsart som beskrevs av Leon Fairmaire 1891. Gnathoenia bialbata ingår i släktet Gnathoenia och familjen långhorningar.
Artens utbredningsområde är Gabon. Inga underarter finns listade i Catalogue of Life.